# Hrašče, Postojna
Hrašče so naselje v Občini Postojna.